# Gollaguruanahalli, Bangarapet
Gollaguruanahalli là một làng thuộc tehsil Bangarapet, huyện Kolar, bang Karnataka, Ấn Độ.